# Adela
Genre
Adela est un genre de petits lépidoptères (papillons) de la famille des Adelidae.   

## Espèces rencontrées en Europe
- Adela albicinctella Mann, 1852
- Adela australis (Heydenreich, 1851)
- Adela collicolella Walsingham, 1904
- Adela croesella (Scopoli, 1763)
- Adela cuprella (Denis & Schiffermüller, 1775)
- Adela homalella Staudinger, 1859
- Adela mazzolella (Hübner, 1801)
- Adela paludicolella Zeller, 1850
- Adela pantherellus (Guenée, 1848)
- Adela reaumurella (Linnaeus, 1758)
- Adela violella (Denis & Schiffermüller, 1775)